# ام. فیلیپس پرایس
ام. فیلیپس پرایس (به انگلیسی: Morgan Philips Price) (زاده ۲۹ ژانویه ۱۸۸۵ - ۲۳ سپتامبر ۱۹۷۳) سیاست‌مدار اهل بریتانیا عضو از حزب کارگر بود

## زندگی‌نامه
وی پس از جنگ جهانی اول به عضویت حزب کارگر درآمد. وی در کابینه رمزی مک‌دونالد عضویت داشت

## کتابشناسی
- War and revolution in Asiatic Russia
- The Diplomatic History of the War
- My Three Revolutions